# Star City (Nevada)
Star City és un despoblat i una antiga ciutat minera estatunidenca de l'actual comtat de Pershing, a Nevada. El lloc està identificat com a Nevada Historical Marker 231.
Star City es va fundar el 1861 quan es van descobrir jaciments d'argent a la zona. Durant el seu apogeu de 1864 a 1865 la ciutat va ser la llar de 1.200 persones. També albergava dos hotels, botigues, una oficina de Wells Fargo, una església i més d'una dotzena de saloons. L'oficina de correus va estar en funcionament des d'abril de 1862 fins a setembre de 1868. La mina més gran del districte va ser la mina Sheba, que va produir uns 5 milions de dòlars en plata el 1868. Aquell mateix any el jaciment va començar a esgotar-se: «va ser tan sobtada la seva decadència que el correu diari i l'oficina de telègraf estan encara en funcionament, tot i que tota la població està formada per una sola família».
El 1871 només 78 persones romanien a Star City. Avui els únics vestigis de la ciutat són els fonaments enfonsats i l'equipament rovellat del molí de vent.